# Ernst Keienburg
Ernst Keienburg (* 1. Januar 1893 in Zell; † 23. Dezember 1970 in Kleinmachnow, DDR) war ein deutscher Schriftsteller und Drehbuchautor.

## Leben und Wirken
Keienburg hat zunächst als Schriftsteller gearbeitet und (vor 1945 wie danach) Romane mit Titeln wie Ein Herz für Afrika, Dr. Heim – Lebensroman eines Volksarztes, Sturm über den Wipfeln, Die schwarze Sphinx, Feuer auf den Bergen und Große Liebe mit kleinen Häkchen verfasst. Zu dem zwölf Minuten kurzen Scherenschnittfilm Das gestohlene Herz von Lotte Reiniger lieferte Keienburg 1934 die Vorlage, ehe er inmitten des Zweiten Weltkriegs zum Kinofilm als Drehbuchautor wechselte. Keienburg blieb der Branche bis zum Ende des Jahrzehnts treu.
In den 1930er Jahren arbeitete Ernst Keienburg auch für den Rundfunk.
Von Hamburg, wo Ernst Keienburg nach dem Krieg kurzzeitig für Rolf Meyers Junge Film-Union schrieb, ging Keienburg schließlich in die DDR. Hier setzte er seine schriftstellerische Tätigkeit fort, u. a. für die Kleine Jugendreihe und die Gelbe Reihe. Sein letztes, mit dem Kollegen Joachim Lindner verfasste Werk Wo die Götter wohnen. Johann Schadows Weg zur Kunst kam erst vier Jahre nach seinem Tod heraus. Keienburg hat auch sporadisch für das DDR-Fernsehen gearbeitet (z. B. Knopflochkomödie, die Bearbeitung einer Guy-de-Maupassant-Novelle).

## Filmografie
- 1943: Fritze Bollmann wollte angeln[3]
- 1943/44: Eine kleine Sommermelodie[4] (UA: 1982)
- 1945: Wir seh’n uns wieder[5]
- 1948: Stadtmeier und Landmeier (Kurzfilm)
- 1949: Das Fräulein und der Vagabund
- 1949: Dreizehn unter einem Hut
- 1965: Knopflochkomödie